# Скаполиты
Скаполиты (от лат. scapos — столб, посох) — группа минералов — алюмосиликатов натрия и кальция с непостоянным составом, тождественных кристаллографически и отличающихся химическим составом и удельным весом. В химическом отношении их рассматривают как изоморфные смеси двух силикатов: Ca4Al6Si6O25 (25,1 % окиси кальция, 34,3 глинозёма и 40,6 кремнезёма) и Na4Al3Si9O24Cl (11 % натра, 18 % глинозёма и 61,1 кремнезёма и 6,9 хлористого натрия) в различных отношениях.
Название «скаполит» происходит от др.-греч. σκάπος — стержень и λίθος — камень, что связано с необычной формой кристаллов этих минералов.
Другие названия минерала: мариалит, главколит, мейонит, вернерит. Часто его называют розовым или фиолетовым кошачьим глазом.
Кристаллы образуют столбчатые формы вследствие развития призматических плоскостей. Некоторые экземпляры обладают эффектом переливчатой окраски благодаря мельчайшим включениям, видимым только под микроскопом. Под действием ультрафиолетовых лучей этот силикат может проявлять интенсивную флюоресценцию в жёлто-оранжевом диапазоне.
Скаполит чаще всего встречается в метаморфических породах средней и высокой степени метаморфизма, образовавшихся из карбонатных пород (известняков, доломитов, мраморов). В мраморах и карбонатных сланцах он в основном присутствует в ассоциации с такими минералами, как везувиан, диопсид, кальцит, кварц. Скаполиты обнаруживаются также в гранулитовых породах, пегматитах и, реже, в кристаллических сланцах, ассоциирующихся иногда с железорудными месторождениями.
К группе скаполитов также относятся:
- Глауколит или главколит[1] — голубого цвета, встречается в окрестностях озера Байкал.
- Строгановит — зелёно-голубой, встречается у реки Слюдянка, около Байкала.
- Печит — фиолетовая (пурпурная) разновидность, открытая в 1975 году в Восточной Африке.
- Сарколит — светло-красный, найден в лавах Везувия.
- Уссингит — светло-фиолетовый, найден в пегматитах Гренландии и в щелочных массивах Кольского полуострова.

## Месторождения
В Италии скаполит обнаружен в массиве Адамелло, в различных местах в Валь-Маленко и в верховьях Ваттелина, на острове Эльба, а также в виде кристаллов в продуктах извержений Везувия. В Европе этот минерал обнаружен также в Баварии (Германия), Каринтии (Австрия) и на Скандинавском полуострове. В России крупные скопления скаполита известны на о. Пусунсаари (Северная Ладога) — геологический памятник природы «Скаполитовая горка». На Кольском полуострове, где помимо самого скаполита известны крупные скопления уссингита. В США месторождения есть в районе озера Верхнее. Минералы, пригодные для огранки, встречаются в Танзании, Кении, на Мадагаскаре, в Бразилии, минералы с переливчатой окраской находят в Бирме (Мьянме). Встречаются большие кристаллы, достигающие полуметра в длину, но их прикладные свойства малы. Также скаполиты встречаются на Восточном Памире, в Таджикистане и в Квебеке (Канада).

## Использование
Коллекционный минерал. Очень прозрачные и удлинённые кристаллы гранятся овалом или в четырёхугольник, а имеющие включения — в кабошон. Из-за малой прочности скаполит не очень широко используется в ювелирном деле.
Жёлтый и фиолетовый скаполит очень похож на цитрин и аметист. Скаполит можно спутать с амблигонитом, хризобериллом, золотистым бериллом.
В нетрадиционной медицине бытует мнение, что скаполит устраняет головные боли.

## Ювелирный скаполит

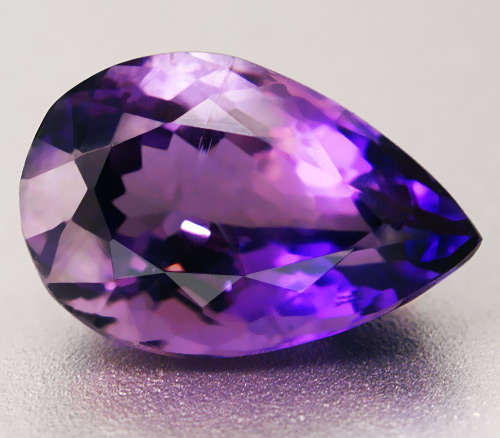
Огранённый скаполит

Из прозрачного скаполита получаются очень красивые ювелирные камни, внешне похожи на золотистый берилл, амблигонит, топаз или хризоберилл. Значительная часть обработанного скаполита попадает не в украшения, а в коллекции.
Впервые ювелирный скаполит розового цвета был обнаружен в 1913 году в Бирме (современная Мьянма). С тех пор там добывают не только розовый, но и жёлтый, фиолетовый и голубой скаполит, а также отличающиеся необычной красотой камни с эффектом «кошачьего глаза». Позднее были открыты африканские и южноафриканские месторождения ювелирного скаполита, откуда поступают жёлтые и фиолетовые разновидности.

## Марсианский камень
Одним из открытий, сделанных при исследовании поверхности Марса, было обнаружение скаполита. По-видимому, этот минерал распространён там намного шире, чем на Земле. Дело в том, что слои осадочных пород там значительно тоньше, и обогащённые скаполитом магматические породы находятся ближе к поверхности. По одной из гипотез, изобилие скаполита связано со значительной концентрацией углекислого газа в атмосфере Марса.